# ダリウシュ・クーツ
ダリウシュ・スタニスワフ・クーツ（Dariusz Stanisław Kuć、より原語発音に近いカナ表記はダリユシュ・スタニスワフ・クチ、ポーランド語発音: [ˈdarʲjuʃ staˈɲiswaf kut͡ɕ]、1986年4月24日 ‐ ）は、ポーランド・クラクフ出身で短距離走が専門の陸上競技選手。100mの自己ベストはポーランド歴代2位タイの10秒15。2011年大邱世界選手権の男子100mで準決勝に進出し、この種目では女子も含めポーランド人初のセミファイナリストになった選手である。

## 経歴
2011年6月12日、男子100mで10秒15（+1.2）をマークした。これはかつて10秒00の白人最高記録保持者だったマリアン・ヴォロニンに次いで、ピョトル・バルツェジャクと並ぶポーランド歴代2位の記録である。
2011年8-9月、大邱世界選手権に出場すると、男子100mの予選を10秒36（-1.2）の組3着で突破し、この種目では1997年アテネ大会のPiotr Balcerzakが記録した2次予選2組4着を塗り替え、女子も含めポーランド勢初の準決勝に進出した。準決勝は10秒51（-1.0）の組8着に終わったが、現在も世界選手権の100mにおけるポーランド勢唯一のセミファイナリストである（2015年北京大会終了時点）。2走を務めた男子4×100mリレー決勝では38秒50をマークしての4位入賞に貢献したが、3位のセントクリストファー・ネイビスとは0秒01差で惜しくもメダルを逃した。この種目では女子も含めポーランド勢初となるメダルを逃したが、4位という成績は現在もこの種目におけるポーランド勢最高成績である（2015年北京大会終了時点）。

## 自己ベスト
記録欄の（　）内の数字は風速（m/s）で、+は追い風、-は向かい風を意味する。
| 種目 | 記録           | 年月日        | 場所               | 備考                  |
| 屋外 | 屋外           | 屋外          | 屋外               | 屋外                  |
| ---- | -------------- | ------------- | ------------------ | --------------------- |
| 100m | 10秒15 (+1.2)  | 2011年6月12日 | クラクフ           | ポーランド歴代2位タイ |
| 200m | 20秒59 (-0.1)  | 2012年6月17日 | ビェルスコ＝ビャワ |                       |
| 200m | 20秒46w (+2.3) | 2009年8月2日  | ブィドゴシュチュ   | 追い風参考記録        |
| 屋外 |                |               |                    |                       |
| 50m  | 5秒80          | 2011年2月19日 | スパワ             |                       |
| 60m  | 6秒58          | 2014年3月7日  | ソポト             |                       |
| 100m | 10秒32         | 2014年2月15日 | フローレ           |                       |
| 200m | 21秒11         | 2006年1月27日 | ルクセンブルク     |                       |

## 主要大会成績
備考欄の記録は当時のもの
| 年   | 大会                          | 場所           | 種目    | 結果    | 記録            | 備考                  |
| ---- | ----------------------------- | -------------- | ------- | ------- | --------------- | --------------------- |
| 2003 | 世界ユース選手権              | シェルブルック | 100m    | 準決勝  | 11秒06 (-2.6)   |                       |
| 2003 | 世界ユース選手権              | シェルブルック | ﾒﾄﾞﾚｰR  | 2位     | 1分53秒08 (1走) |                       |
| 2003 | ヨーロッパジュニア選手権 (en) | タンペレ       | 100m    | 予選    | 10秒80 (-0.6)   |                       |
| 2004 | 世界ジュニア選手権            | グロッセート   | 100m    | 予選    | 10秒83 (-0.2)   |                       |
| 2004 | 世界ジュニア選手権            | グロッセート   | 4x100mR | 5位     | 40秒13 (2走     |                       |
| 2005 | ヨーロッパジュニア選手権 (en) | カウナス       | 100m    | 6位     | 10秒84 (+0.1)   |                       |
| 2005 | ヨーロッパジュニア選手権 (en) | カウナス       | 4x100mR | 2位     | 40秒03 (2走)    |                       |
| 2006 | 世界室内選手権                | モスクワ       | 60m     | 準決勝  | 6秒64           | 自己ベスト            |
| 2006 | ヨーロッパ選手権              | ヨーテボリ     | 100m    | 6位     | 10秒21 (+1.3)   |                       |
| 2006 | ヨーロッパ選手権              | ヨーテボリ     | 4x100mR | 2位     | 39秒05 (4走)    |                       |
| 2007 | ヨーロッパU23選手権 (en)      | デブレツェン   | 100m    | 5位     | 10秒41 (+0.2)   |                       |
| 2007 | ヨーロッパU23選手権 (en)      | デブレツェン   | 200m    | 予選    | DNF             |                       |
| 2007 | ヨーロッパU23選手権 (en)      | デブレツェン   | 4x100mR | 決勝    | DNF (4走)       |                       |
| 2007 | 世界選手権                    | 大阪           | 100m    | 2次予選 | 10秒37 (+0.8)   |                       |
| 2007 | 世界選手権                    | 大阪           | 4x100mR | 決勝    | DNF (4走)       |                       |
| 2008 | オリンピック                  | 北京           | 100m    | 2次予選 | 10秒46 (-0.1)   |                       |
| 2008 | オリンピック                  | 北京           | 4x100mR | 予選    | DNF (4走)       |                       |
| 2009 | ヨーロッパ室内選手権 (en)     | トリノ         | 60m     | 6位     | 6秒62           |                       |
| 2009 | ユニバーシアード (en)         | ベオグラード   | 100m    | 準決勝  | 10秒48 (+0.1)   |                       |
| 2009 | ユニバーシアード (en)         | ベオグラード   | 4x100mR | 2位     | 39秒33 (4走)    |                       |
| 2009 | 世界選手権                    | ベルリン       | 100m    | 2次予選 | 10秒38 (+0.1)   |                       |
| 2009 | 世界選手権                    | ベルリン       | 4x100mR | 予選    | DNS (2走)       |                       |
| 2010 | ヨーロッパ選手権              | バルセロナ     | 100m    | 準決勝  | 10秒65 (-0.1)   |                       |
| 2010 | ヨーロッパ選手権              | バルセロナ     | 4x100mR | 5位     | 38秒83 (1走)    |                       |
| 2011 | 世界選手権                    | 大邱           | 100m    | 準決勝  | 10秒51 (-1.0)   |                       |
| 2011 | 世界選手権                    | 大邱           | 4x100mR | 4位     | 38秒50 (2走)    |                       |
| 2012 | ヨーロッパ選手権              | ヘルシンキ     | 100m    | 準決勝  | 10秒38 (+0.1)   |                       |
| 2012 | ヨーロッパ選手権              | ヘルシンキ     | 4x100mR | 予選    | DNF (2走)       |                       |
| 2012 | オリンピック                  | ロンドン       | 100m    | 予選    | 10秒24 (+0.7)   |                       |
| 2012 | オリンピック                  | ロンドン       | 4x100mR | 予選    | 38秒31 (2走)    | ポーランド記録        |
| 2013 | ユニバーシアード (en)         | カザン         | 100m    | 1次予選 | DNF             |                       |
| 2013 | ユニバーシアード (en)         | カザン         | 4x100mR | 3位     | 39秒29 (2走)    |                       |
| 2014 | 世界室内選手権                | ソポト         | 60m     | 準決勝  | 6秒60           | 予選6秒58：自己ベスト |
| 2014 | 世界リレー (en)               | ナッソー       | 4x100mR | B決勝   | 39秒31 (2走)    | 予選38秒60            |
| 2014 | ヨーロッパ選手権              | チューリッヒ   | 4x100mR | 6位     | 38秒85 (2走)    |                       |
| 2015 | 世界リレー (en)               | ナッソー       | 4x100mR | 予選    | 39秒48 (2走)    |                       |
| 2015 | 世界軍人体育大会 (en)         | 聞慶           | 100m    | 準決勝  | 10秒76 (-1.4)   |                       |
| 2015 | 世界軍人体育大会 (en)         | 聞慶           | 4x100mR | 優勝    | 39秒35 (4走)    |                       |